# Vyhlášení války Francií českému a uherskému králi
Vyhlášení války francouzským národem na návrh krále, českému a uherskému králi (francouzsky Déclaration de guerre de la nation française, sur la proposition du roi, au roi de Bohême et de Hongrie) proběhlo dne 20. dubna 1792. Označení Leopolda II. za krále českého a uherského zahrnovalo vládce celé Svaté říše římské a držav Habsburského rodu. Ve Francii vyvolalo vyhlášení války opětovné revoluční pnutí a vedlo k pádu Ludvíka XVI. V dubnu 1791 byl Leopold II., císař Svaté říše římské, král český a uherský, informován svou sestrou, francouzskou královnou Marií Antoinettou o přípravách na blížící se útěk francouzské královské rodiny. Tato nová situace vtáhla císaře do francouzských záležitostí. Neúspěšný útěk Ludvíka XVI. zatčeného ve Varennes byl jednou z nejdůležitějších událostí Francouzské revoluce. Tato králova iniciativa urychlila válku mezi mladou konstituční monarchií a dynastickou Evropou. Přítomnost armády šlechtické emigrace nedaleko hranic tuto krizi v Evropě také přiživila.

## Předválečné události
Hlavním cílem schůzky mezi císařem Leopoldem II. a pruským králem Fridrichem Vilémem II., která se odehrála 27. srpna 1791 na zámku Pillnitz bylo vyřešit vztahy Ruského impéria s Polským královstvím. Mezitím však došlo k neúspěšnému útěku Ludvíka XVI., který poté, co císaře informoval o svém plánovaném útěku, ho povzbudil, aby pohrozil revolucionářům, a donutil ho tak vmísit se do francouzských záležitostí podpisem Pilnické deklarace. Kvůli zastrašování jakobínů interpretovala francouzská šlechtická emigrace proklamaci jako ultimátum.
Leopold II., přesvědčený, že ochrání Ludvíka XVI. zastrašováním jakobínů, si byl jistý, že hrozba intervencí bude stačit k oslabení jakobínského nadšení. Na základě tohoto přesvědčení 12. listopadu znovu vyzval evropské dvory, aby se sjednotily k zastrašení revolucionářů. Tento zásah vídeňského dvora však ve Francií vyvolal národní cítění, což se obrátilo proti Leopoldovi II.
Zvěsti o blížící se válce nepocházely až z konce roku 1791. Noviny je přinášely již od konce roku 1789. Francie, která vyhlásila světový mír v květnu 1790, žila v neustálé obavě z konfliktu. Revoluční Francie se dostala do konfliktu s tradičním právem, které nebylo založeno na vůli lidu, ale na vůli absolutistických vládců staré Evropy. V listopadu 1790 Národní shromáždění oznámilo německým knížatům, že se Alsasko nestalo součástí Francie dobyvatelským právem, ale vůlí jeho obyvatel.
V počátcích existence Zákonodárného shromáždění drtivá většina poslanců věřila v upřímnost krále a jeho oddanost novému režimu. Girondisté se snažili od začátku získat ve shromáždění nadvládu. V roce 1791 byla pro část francouzského veřejného mínění válka nevyhnutelná, ne-li žádoucí. Girondisté věřili, že revoluci lze zajistit pouze tehdy, když se pevně postaví proti různým evropským panovníkům.
Ludvík XVI. na jedné straně vetoval dekrety proti emigrantům (12. listopadu 1791) a kněžím odmítajícím ústavu duchovenstva (19. prosince). Překvapil však Národní shromáždění tím, že souhlasil se schválením dekretu proti jednomu z rýnských knížat, trevírskému kurfiřtovi.
V tajné královské radě vedené feuillanty neznepokojila Barnavea, Lessarta a ministerstvo zahraničních věcí politika, do které se Ludvík XVI. zapojil. Obávali se, že tyto výnosy znepokojí Leopolda II., s nímž si dopisovali. Zachování míru považovali za zásadní, aby zůstaly zachovány dosavadní politické úspěchy a byla ukončena revoluce. Nicméně Ludvík XVI. nikdy přijal zcela revoluci, pouze na oko.
Avšak ještě na podzim 1791 král nebyl nakloněn válce. Ale v touze většiny Zákonodárného shromáždění podporované vlasteneckou snahou některých jakobínů vést válku s Leopoldem II., nakonec uviděl výjimečnou možnost ukončit svou neblahou situaci a znovu získat své dřívější postavení a skoncovat s ústavou, která mu byla vnucena.
Malá německá knížata obsazená Alsaskem, jako bádenský markrabě, princ z Nassau a arcibiskupové z Trevíru a Mohuče, přímí vazalové císaře Svaté říše, byli deptáni zrušením svých feudálních práv dne 4. srpna 1789 a zabavením majetku. Spolu s emigranty zvažovali požádat o pomoc Leopolda II. Ale k velké úlevě feuillantů zůstal císař u své politiky zastrašování bez konfrontace, čímž odstranil hlavní záminku, která by mohla vést k vyhlášení války. Dekret přijatý girondistickými poslanci v listopadových debatách neměl o nic větší důsledky než anexe Avignonu a Venaissinského hrabství 13. září 1791.
Ve veřejném mínění se názory pro válku prosazovaly pozvolna. Jedním z prvních, kdo zareagoval, byl Marat ve svých novinách L'Ami du peuple dne 11. prosince 1791, který ve válce viděl past pro revoluční síly.
Proti válce vystupovali i Nicolas Billaud-Varennes, Camille Desmoulins, François Anthoine, Jean-Marie Collot d'Herbois, Georges Danton, Edmond-Louis-Alexis Dubois-Crancé, François Amédée Doppet, Marc-Antoine Jullien de Paris, Jacques Hébert nebo Joseph Dusaulchoy. Mezi vůdci Hory se stal nejzatvrzelejším odpůrcem války Robespierre. Vytrvale bojoval proti myšlenkám Brissota a girondistů a snažil se ukázat, že válka nebude snadná, že v případě vítězství existuje riziko, že generálové revoluce budou aspirovat na vojenskou diktaturu, a že francouzští vojáci nebudou za hranicemi přijímáni výhradně jako osvoboditelé. Doporučoval vyřešit vnitřní problémy před zahájením války, pokud bude opravdu nutná.
V lednu 1792 se obnovily debaty o politické situaci Francie v Evropě a následovaly jedna za druhou, v návaznosti na nótu knížete z Kounic, dvorního a státního kancléře Habsburků, naznačující obavy Leopolda II. a jeho záměr poskytnout pomoc trevírskému kurfiřtovi Klementovi Václavovi Saskému v případě vpádu na jeho území. Nóta také hovořila o "koncertu panovníků", což naznačovalo vytvoření aliance vládců proti revoluci. Myšlenka konfliktu šířícího se dominovým efektem se začala formovat a 4. ledna Maximin Isnard, jeden z vůdců girondistů, prohlásil válku za nevyhnutelnou.
Dne 14. ledna Armand Gensonné, člen diplomatického výboru Shromáždění a strany girondistů, předložil zprávu o politické situaci Francie s ohledem na císaře Svaté říše římské. Dne 17. ledna se Brissot, další z vůdců girondistů, rovněž člen diplomatického výboru, ujal slova v rozpravě zahájené touto Gensonného zprávou. Za skutečného nepřítele označil císaře Leopolda II. (bratra Marie-Antoinetty) a požadoval, aby mu revoluční Francie vyhlásila válku.
Po něm vystoupil třetí zástupce girondistů Pierre Vergniaud, který ve svém projevu také vyzval k vyhlášení války, aby se myšlenky revoluce rozšířily i mimo Francii.
Jean Antoine d'Averhoult, který jako první prosazoval radikální postup proti emigrantům a německým princům-kurfiřtům, se postavil proti takovému vyhlášení války. Urychlení šíření myšlenek revoluce na jiná území, jak navrhoval Vergniaud, by mohlo ohrozit revoluci a vyvolat ničivou válku.
Názor Jeana Antoina d'Averhoulta, sdílený většinou členů klubu feuillantů, se tak připojil k názoru diametrálně odlišné strany ve shromáždění blízké Maximilienovi Robespierrovi, který byl přesvědčen o nebezpečí vedení války pro revoluci. Dekret z 25. ledna 1792, který uzavřel debatu, vyzníval agresivní vůči císaři. Přes to všechno to ještě nebylo vyhlášení války císaři.

### Eskalace mezi Francií a Svatou říší římskou v únoru a březnu 1792
I když Ludvík XVI. tajně doufal, stejně jako zastánci války, že trevírský kurfiřt a císař odmítnou ultimátum a pustí se do intervence, Leopold II. intervenci opět odložil a s odkazem na Pilnickou deklaraci prohlásil, že zaútočí silou, pokud by byli napadeni rýnští princové. Tato odpověď měla však provokativní tón, který urážel národní hrdost a vlastenectví Francouzů, v té době již z velké části přesvědčených o nutnosti války. To vyvolalo hněv pařížských válečně naladěných vůdců. Od té doby se věc jakobínů stala národní věcí. Dekret z 25. ledna vyzýval císaře, aby ukončil jakékoli dohody namířené proti suverenitě, nezávislosti a bezpečnosti francouzského národa.
Politika zastrašování, kterou prosazoval Leopold II. od pokusu Ludvíka XVI. o útěk, a bojovné výpady Fridricha Viléma II. zdůrazňujícího Pilnickou deklaraci nepřinesly zamýšlený efekt strachu. Naopak nahrávaly jakobínským zastáncům války. Uspěli i girondisté svými vášnivými projevy proti emigrantům. Opakované útoky Brissota a Bordelaise podnítily veřejné mínění, aby se postupně obrátilo proti císaři Svaté říše, symbolu ancien régime.
Nečekaná smrt císaře Leopolda II. (1. března 1792), který se neobratně snažil zachovat mír, zvýšila riziko konfliktu, protože jeho syn a nástupce František II., byl méně vstřícný vůči jakékoli diskusi a v revoluci viděl nepřítele, který má být poražen.
Dne 25. ledna 1792 shromáždění projednávalo otázku spojenectví. To bylo odmítnuto zastánci války a spojenecká smlouva se Svatou říší z roku 1756 byla Francií vypovězena. Naděje girondistů se poněkud naivně opíraly o představu, že Anglie a zejména Prusko, osvícenská země par excellence, se kterou udržují kontakty, se spojí s Francií proti Svaté říše římské nebo alespoň zůstanou neutrální. Ministerstvo zahraničních věcí vyslalo Talleyranda do Velké Británie, aby uklidnil Angličany a získal půjčku, stejně jako hraběte de Ségur k pruskému králi Fridrichovi Vilémovi II., aby se pokusil získat jeho neutralitu. Tyto diplomatické kroky však nebyly úspěšné.
Žádná z těchto mocností nechtěla vstoupit do přímého spojenectví s revoluční Francií. Prusko respektovalo dohodu uzavřenou s Leopoldem II., že půjde do války na straně císařské armády a pouze Anglie zůstala neutrální. Diplomaticky se Francie ocitla v izolaci v Evropě, odříznutá od svých tradičních spojenců.
Rozdělení, ke kterému došlo mezi feuillanty, umožnilo La Fayettovi, trochu rozladěného tím, že byl dvorem odmítnut ve prospěch Lametha, prosadit se 9. prosince 1791 na ministerstvu války u hraběte de Narbonne, zastánce ozbrojeného konfliktu se Svatou říší. Lamethovi zastánci se od počátku stavěli k novému ministrovi nepřátelsky, přesto nemohli zabránit jeho jmenování.
Hrabě de Narbonne byl blízký Brissotovi v zahraniční politice, zvláště v názorech na válku, ale zůstal, na rozdíl od girondistů, v opozici ohledně pádu monarchie. Narbonne poté, co kritizoval nečinnost Ludvíka XVI. a požádal o výměnu ministrů, byl napaden de Lessartem, feuillantským ministrem zahraničních věcí. Ten se stavěl proti jeho bojovné politice a dosáhl dne 10. března 1792 jeho odvolání.

## Vyhlášení války a její následky
Přestože Ludvík XVI. ztratil svá dávná privilegia absolutistického vládce, nová ústava, kterou přijal 14. září 1791, ho nenechávala zcela bezmocného. I když byla jeho přímá pravomoc velmi omezená, král měl stále titul zástupce národa a nadále jmenoval ministry, velvyslance, velitele armády, vyšší státní úředníky a Zákonodárné shromáždění mohlo vyhlásit válku pouze s jeho souhlasem.
Proto 20. dubna 1792 Ludvík XVI. navštívil Zákonodárné shromáždění a nechal si přečíst dlouhou zprávu od Charlese Françoise Dumourieze, ministra zahraničních věcí, končící vyhlášením války za určitých podmínek. "Francouzský národ, věrný zásadám zakotveným ve své ústavě, nevede žádnou válku s cílem dobývat a nikdy nepoužije své síly proti svobodě žádného lidu, chopí se zbraní pouze na obranu své svobody a své nezávislosti." Tím byla veškerá odpovědnost přenesena na císařskou armádu. Král poté navrhl sněmu vyhlásit válku. Poslanci poté hlasovali o dekretu navrženém Gensonném o zahájení bojů. Ze 750 hlasů bylo jen 7 proti.
Válka byla vyhlášena králi českému a uherskému. Tato formule byla použita proto, že habsburský panovník ještě nebyl korunován císařem. Zákonodárné shromáždění tím rovněž naznačovalo, že si nepřeje vést válku proti všem německým státům Svaté říše římské, ale pouze vůči rakouskému dvoru. Francouzi, kteří konflikt dlouho očekávali, přijali tuto zprávu klidně.

### Začátek války, od prvních porážek po vítězství u Valmy
Ti, kteří jako girondisté věřili v rychlé vítězství, nebo jako La Fayette v omezené operace, od prvních porážek rychle pochopili, že válka bude delší a těžší, než si představovali. Také válka vyhlášená ve všeobecném nadšení v dubnu se rychle stala zdrojem vícenásobného napětí.
Emigrace mnoha šlechtických důstojníků rozvrátila francouzskou armádu. Řetězec velení nebyl zajištěn, nebo byl špatný. 18. května byla situace tak katastrofální, že La Fayette i jiní generálové, žádali krále, aby požádal o mír. Bylo uzavřeno tříměsíční příměří a 6. července 1792, Prusko vstoupilo do tažení po boku císařské armády a Zákonodárné shromáždění 11. července vydalo prohlášení "Vlast v ohrožení". Brunšvický manifest zveřejněný v Paříži 1. srpna měl zastrašit obyvatelstvo a hrozil krvavou odplatou, pokud bude podniknuto násilí proti královské rodině. Manifest však vyvolal pravý opak.
Tato proklamace zdaleka nezastrašovala obyvatelstvo, ale pomohla urychlit události 10. srpna, které skončily sesazením krále, zatímco do Francie vstoupily rakousko-pruské armády pod velením vévody z Brunswicku. Město Longwy kapitulovalo 23. srpna, Verdun byl obléhán, Thionville obklíčen a ostřelován. Na severní frontě nebyla situace lepší, protože Lille bylo vystaveno intenzivnímu ostřelování rakouské armády. 19. srpna generál La Fayette poté, co se marně pokusil obrátit svou armádu proti Paříži, přešel k nepříteli. Dobytí Verdunu dne 29. srpna otevřelo nepřátelským armádám cestu na Paříž.
Generál Charles François Dumouriez po královském vetu 13. června 1792 rezignoval na vlasteneckou vládu a přešel do Armády severu, kde uvažoval o invazi do Belgie, aby nepřátelským armádám odřízl cestu do Paříže. Ale po dobytí Verdunu pochopil, že dalším cílem protivníka bude Champagne. Aby zastavil postup, rozhodl se zablokovat soutěsky Argonne a vyzval Kellermanna, aby přeskupil své síly na návrší u Valmy. Dne 20. září 1792 zvítězila francouzská vojska v bitvě u Valmy, čímž se podařilo zastavit invazi.

## Následky války
Válka, která začala, následně hrála prvořadou roli ve vývoji revoluce, protože tento konflikt nijak neodpovídal plánům těch, kdo jej vyvolali. Dvůr i girondisté ztratili moc. La Fayette byl označen parlamentem za zrádce. Válka naopak revoluci prospěla, dala jí nový rozměr, rozvíjela národní cítění a znovu prohloubila revoluční hnutí. Postupné porážky armády zničily i ten malý kredit, který zůstal králi, o jehož upřímnosti vlastenci pochybovali, když ho považovali za spojence nepřátel revoluce. V důsledku toho byl Ludvík XVI. první obětí války, kterou podporoval, a při svém pádu stáhl dolů konstituční monarchisty – kteří pomohli vyvolat revoluci a poté se ji pokusili zmírnit během povstání 10. srpna 1792.
Tato druhá revoluce 10. srpna 1792 prospěla revolučnímu hnutí, které se radikalizovalo, ale tímto povstáním také začal první teror, který vyvrcholil zářijovými masakry, protože válka s prvními neúspěchy přinesla strach z porážky, invaze, kontrarevoluce a často také strach z imaginárního nebezpečí.
Válka mezi revoluční Francií a autokratickou Evropou dala části francouzské buržoazie pochopit, že bez lidí nebude schopna porazit koaliční monarchie. Takhle se běžná populace  díky válce mohla účastnit politiky. Jestliže Teror, který byl zbraní sansculotů, děsil protivníky revoluce, děsil také většinu buržoazie, která revoluční hnutí vedla od jeho vzniku. Válka také změnila sociální vztahy tím, že přinesla nový režim, který byl znamenal socializační změny, zejména zavedením řízené ekonomiky pod vlivem sansculotů, kteří také vyvolali dvě povstání v roce 1793.
Válka rovněž umožnila patriotům ze zemí blízko francouzských hranic připojit se ke svým spoluobčanům a organizovat jednotky, které se připojily k revolučním armádám, aby svrhly autoritářské režimy nastolené v jejich zemi. Válka umožnila, aby se revoluce rozvinula, ale také se rychle stala dobyvatelskou.

### Důsledky války pro Evropu
Sympatie k Francouzské revoluci, které pociťovala Evropa období osvícenství, kterou na začátku roku 1790 mnozí uvítali, opadly, zatímco vládnoucí třídy starých monarchií si uvědomily nebezpečí, které představovala nákaza revoluce pro sociální stabilitu jejich vlastních států.
Případy alsaských knížat, Avignonu a Venaissinského hrabství ukazují, že nová Francie již nepřijímala starý řád věcí, ale ocitla se v rozporu s dosavadním tradičním právem. Od té doby se samotná existence revoluce jevila jako nepřijatelná provokace pro absolutistické panovníky. Evropa tak byla nyní rozdělena na dva směry: revoluční a kontrarevoluční.
Válka vyhlášená 20. dubna 1792 zahájila období válečných konfliktů, které s několika krátkými přestávkami trvalo v Evropě téměř čtvrt století (23 let), až do definitivního pádu Napoleona Bonaparta dne 22. června 1815.